# 一畑車站
一畑車站（日语：／ Ichibata eki */?）是過去位於日本島根縣平田市（現已合併為出雲市）小境町，屬於一畑電氣鐵道（現在已由一畑電車繼承）北松江線的鐵路車站；已於1944年因被列為不要不急線而停止營運，1960年正式廢除。
本站過去是距離一畑藥師教團的總本山一畑寺最近的車站。

## 歷史
1915年一畑電氣鐵道為接送前往一畑寺的參拜客，將北松江線自雲州平田車站往東延伸至此，並在此設立一畑車站。
1928年，一畑電氣鐵道完成自小境灘車站（現在的一畑口車站）往東延伸至北松江車站（現在的松江宍道湖溫泉車站）之間的路段並開始營運，因此自小境灘車站往北至本站的區域成為折返式路線；也因此在1944此路段因為戰爭的緣故被列為不要不急線，軌道被軍方挪去使用因而被迫停止營運，這段路線在戰爭結束後也未能恢復，因此小境灘車站在1952年更名為一畑口車站，而之間的路段最後在1960年正式廢除使用，本站也隨之一同廢除。
此後一畑電氣鐵道將此段廢棄的鐵路改建為收費道路一畑自動車道，並在1961年設立遊樂園－一畑園；但一畑園在1979年關閉後使得一畑自動車道失去主要的收入來源，最後由一畑寺買下此段道路後，再捐贈給市政府成為公有道路，目前此路段連同過去的一畑車站位置已經成為島根縣道23號斐川一畑大社線的一部分。

## 車站構造
一畑車站的月台為1面1線的側式月台。

## 車站周邊
- 一畑寺